# Linares de Riofrío
Linares de Riofrío est une commune de la province de Salamanque dans la communauté autonome de Castille-et-León en Espagne.

## Géographie

### Communes limitrophes
| Escurial de la Sierra | Herguijuela del Campo |              |
|                       | Linares de Riofrío    | Monleón      |
|                       | San Miguel de Valero  | El Tornadizo |

## Démographie
Évolution démographique depuis 1900
| 1900 | 1910 | 1920 | 1930 | 1940 | 1950 | 1960 | 1970 | 1981 | 1991 | 2000 | 2014 | 2017 | 2019 |
| ---- | ---- | ---- | ---- | ---- | ---- | ---- | ---- | ---- | ---- | ---- | ---- | ---- | ---- |
| 1634 | 1608 | 1554 | 1629 | 1565 | 1585 | 1567 | 1277 | 1407 | 1280 | 1053 | 964  | 979  | 949  |